# Staatsanwaltschaft

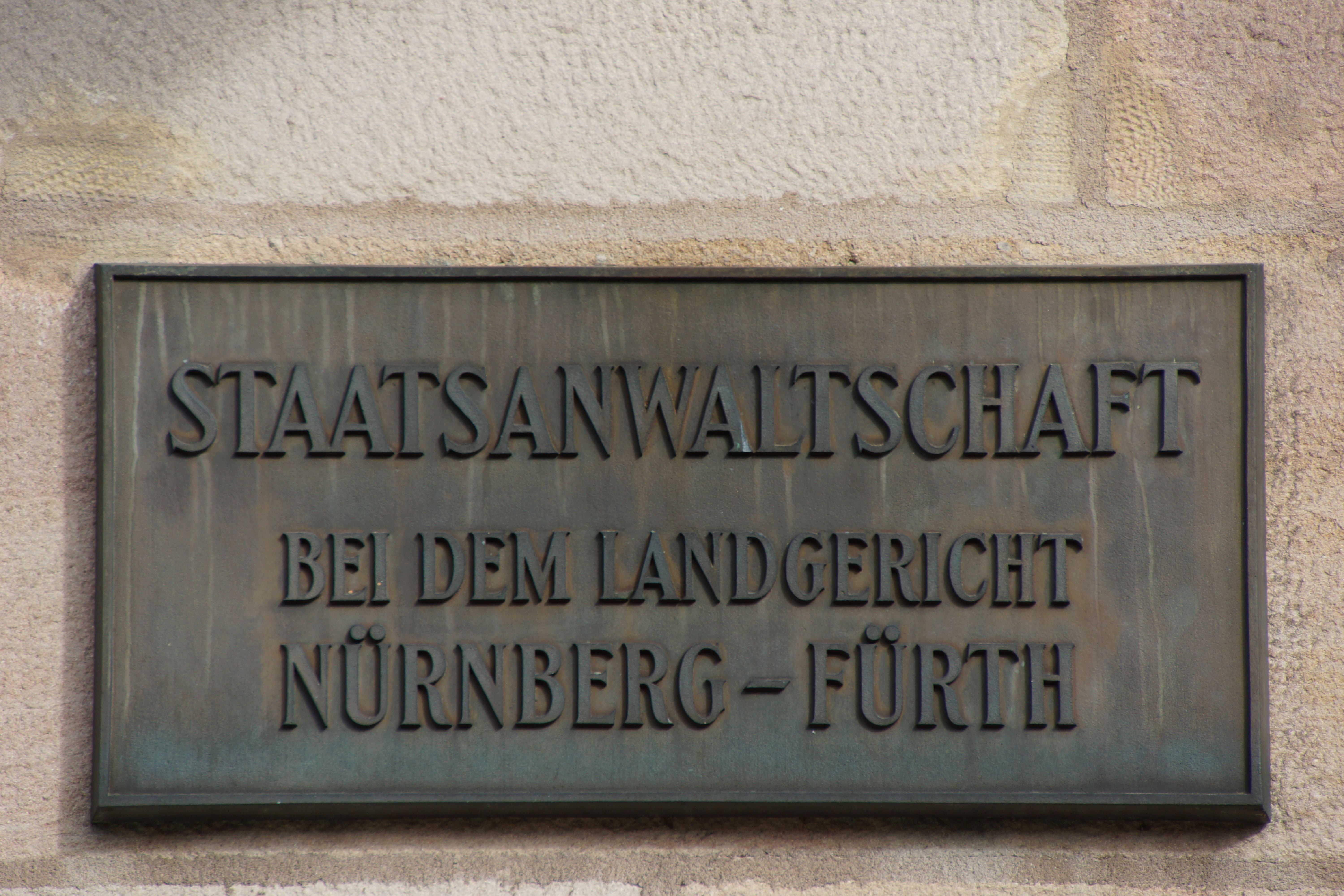
Staatsanwaltschaft

Eine Staatsanwaltschaft (Kürzel StA) ist die Behörde, die für die Strafverfolgung und -vollstreckung zuständig und als solche ein Teil der Exekutive ist. Sie wird auch mit dem Begriff Anklagebehörde bezeichnet.

## Rechtslage in Europa und in einzelnen Staaten
- Europa: Europäische Staatsanwaltschaft
- Deutschland: Staatsanwaltschaft (Deutschland)
- Frankreich: Staatsanwaltschaft (Frankreich)
- Liechtenstein: Staatsanwaltschaft (Liechtenstein)
- Litauen: Staatsanwaltschaft (Litauen)
- Österreich: Staatsanwaltschaft (Österreich)
- Südafrika: National Prosecuting Authority
- Albanien: Staatsanwaltschaft (Albanien)

## Geschichte
In der Antike war das Institut der Staatsanwaltschaft unbekannt. Man überließ es dem Verletzten oder seinen Familienangehörigen, vor Gericht die Bestrafung des Täters zu betreiben. Nur selten wurde die öffentliche Klage von Rednern vertreten, ohne dass diese jedoch vom Staat besonders dazu berufen waren.
Auf dem europäischen Kontinent war der Strafprozess stets der objektiven Wahrheit verpflichtet und wurde in Form eines Inquisitionsverfahrens geführt. Dabei oblag dem Richter sowohl die Ermittlung des Sachverhalts als auch die Aburteilung des Angeklagten. Diese Doppelfunktion stand im Spannungsverhältnis mit der Unabhängigkeit und Unparteilichkeit des Gerichts. Daher wurde als Ermittlungs- und Anklagebehörde die Staatsanwaltschaft geschaffen, welche die Gerichte entlastete und zugleich auch teilweise entmachtete.
Der Ursprung der Staatsanwaltschaft liegt in Frankreich, wo die Staatsanwälte aus den fiskalischen Beamten (gens du roi, avocats généraux, procureurs du roi) hervorgingen. Im Mittelalter wurde diesen Beamten auch die Strafverfolgung übertragen, und so entwickelte sich in Frankreich die strafprozessuale Tätigkeit der Staatsanwaltschaft (Parquet) als deren hauptsächliche, wenn auch nicht ausschließliche Aufgabe.
Nach diesem Vorbild wurden in Deutschland erstmals im frühen 19. Jahrhundert Staatsanwaltschaften tätig. Mit den Reichsjustizgesetzen von 1877 wurde eine einheitliche Ausgestaltung der Institution Staatsanwaltschaft erreicht und diese mit erheblichen Rechten ausgestattet. In Liechtenstein wurde erst 1914 eine Staatsanwaltschaft eingerichtet, bis dahin gab es nur das Inquisitionsverfahren.
Im Juni 2021 nahm zur strafrechtlichen Untersuchung und Verfolgung sowie Anklageerhebung in Bezug auf Personen, die als Täter oder Teilnehmer Straftaten zum Nachteil der finanziellen Interessen der Union begangen haben, die Europäische Staatsanwaltschaft aufgrund der Verordnung 2017/1939 des Rates vom 12. Oktober 2017 als erste supranationale Staatsanwaltschaft der Welt in Luxemburg ihre Arbeit auf. Die EU-Länder Irland, Dänemark, Schweden, Ungarn und Polen, denen die Behörde zu stark in ihre nationalen Kompetenzen eingreift, beteiligen sich daran nicht.